# Iglesia de San Nicolás de Bari (Burguete)
La iglesia de San Nicolás de Bari es una iglesia católica situada en el municipio de Burguete (Navarra, España). Es la única iglesia parroquial del municipio, por lo que se denomina también iglesia parroquial de Burguete o iglesia parroquial de San Nicolás de Bari.
Se encuentra en la calle principal de Burguete, que surgió como un pueblo caminero, a lo largo del Camino de Santiago, y está vinculada a la vecina colegiata de Roncesvalles. España, para la ampliación como patrimonio de la  humanidad de «Caminos de Santiago de Compostela: Camino francés y Caminos del Norte de España» (n.º ref. 669bis) mandó a la UNESCO como documentación un voluminoso dossier, «Inventario Retrospectivo - Elementos Asociados» (Retrospective Inventory - Associated Components) en el que se detallan 1912 elementos que tienen el carácter de bienes asociados con el Camino, no de elementos inscritos. En ese catálogo figura esta iglesia.

## Historia
La iglesia de San Nicolás de la villa Burguete es una iglesia de origen medieval, pero ha sido destruida en numerosos incendios a lo largo de la historia. Al menos existía en 1104, según consta en el documento que recoge una donación. Su aspecto actual el resultado de la última reconstrucción, que fue realizada entre 1945 y 1968. En 1965 se restauró el interior, según proyecto del arquitecto Miguel Gortari. Las reconstrucciones fueron incorporando restos de las edificaciones anteriores que todavía se pueden apreciar en la actual iglesia.
Los elementos más antiguos son dos ventanas abocinadas situadas en la cabecera de la iglesia y en el tramo vecino al crucero, que se corresponden a la iglesia medieval. Hay restos de ménsulas y nervios en la cabecera y en el crucero que datan del siglo XVI. El resto más destacado que se conserva, sin embargo, es la portada monumental de la fachada de 1699, costeada por la familia burgetena Oroz, cuyo escudo de armas luce sobre la portada, y en 1943 se adoptó como escudo de la villa.
En 1861 un incendió destruyó, junto con la casa parrroquial, la torre y el coro del templo. La reconstrucción ser realizó sobre un proyecto del arquitecto Pedro de Asoleaga, aunque con algunas variaciones.  
A pesar de que su fábrica es moderna, la pervivencia de elementos antiguos en la misma y la vinculación histórica de este templo al Camino de Santiago Francés que pasa frente a sus puertas, le hicieron merecedor en 2014 de ser incluido como parte del catálogo de bienes asociados en el Patrimonio de la Humanidad dentro del sitio conocido como Caminos de Santiago en España.

## Descripción
La iglesia tiene planta de una nave de tres tramos que comprenden el crucero y uno más correspondiente a la cabecera recta. El crucero, destacado en planta, se eleva a la altura de la nave. Sus muros son de sillarejo y cubierta enlucida. La nave está cubierta con bóvedas de arista y la cabecera y los brazos del crucero con bóvedas de lunetos. El coro que se levanta a los pies es de obra. A la moderna sacristía de planta rectangular y dos tramos se accede por el crucero de la Epístola a través de un arco de medio punto.
Al exterior, la fachada de sillar culmina en piñón, flanqueada por pináculos, en cuyo centro se sitúa el reloj y culmina con una torrecilla cuadrada. En la parte inferior de la fachada se conserva la portada de finales del siglo XVII, de estilo barroco clásico realizada por el cantero Juan de Mihura en 1699. El sillar deja ver en el lado del Evangelio grandes lienzos de muro cada uno con óculo separados por un contrafuerte y el saliente brazo del crucero.
En la torre, donde se alojan las campanas destaca entre todas una dedicada a Santa María datada de 1672, según se lee en la propia campana. Fue regalada por la colegiata de Roncesvalles en 1864 por la ayuda prestada en varios incendios; se trata de la antigua campana de la ermita de Ibañeta.
El ajuar de iglesia (retablos, pinturas, etc..) no sobrevivió a los saqueos franceses y a los incendios y es moderno en su totalidad. Sí se conservan algunas piezas antiguas de orfebrería en la sacristía. Dentro de la imaginería existente destacan un crucificado de madera de roble esculpido por Aureo Rebolé en 1966 y una imagen de gran tamaño del titular de la parroquia, obra de Anselmo Salanova y donada a su pueblo en 1806 por Andrés Gurpide, vecino de Zaragoza y defensor de los Sitios que sufrió la ciudad durante la Guerra de la Independencia. Recientemente en el presbiterio se ha colocado un retablo barroco procedente de la antigua parroquia de Santa Engracia de Sarriguren (Egüés).
|                                |
| Fachada con la portada de 1699 |

|                                                     |
| Vista de la iglesia, con la zona ajardinada delante |

|                         |
| Escudo sobre la portada |

|                                                           |
| Vista posterior, con la antigua casa cural a la izquierda |

|                                                   |
| Retablo procedente de Sta. Engracia en Sarriguren |

|                                          |
| Crucificado talla de Aureo Rebolé (1966) |